# 522563 Randyflynn
522563 Randyflynn è un asteroide della fascia principale. Scoperto nel 2010, presenta un'orbita caratterizzata da un semiasse maggiore pari a 2,6160410 au e da un'eccentricità di 0,0517455, inclinata di 6,86894° rispetto all'eclittica.